# Campeonato Piauiense 2018
In 2018 werd het 78ste Campeonato Piauiense gespeeld voor voetbalclubs uit de Braziliaanse staat Piauí. De competitie werd georganiseerd door de FFP en werd gespeeld van 21 januari tot 15 april. Altos werd kampioen. 
Zowel de kampioen, als de vicekampioen plaatsen zich voor de Copa do Brasil 2019, Copa do Nordeste 2019 en Campeonato Brasileiro Série D 2019.

## Eerste toernooi

### Eerste fase
| Plaats | Club       | Wed. | W | G | V | Saldo | Ptn. |
| ------ | ---------- | ---- | - | - | - | ----- | ---- |
| 1.     | Altos      | 10   | 7 | 2 | 1 | 20:6  | 23   |
| 2.     | Ríver      | 10   | 7 | 1 | 2 | 13:7  | 22   |
| 3.     | Piauí      | 10   | 3 | 3 | 4 | 17:18 | 12   |
| 4.     | 4 de Julho | 10   | 2 | 5 | 3 | 12:13 | 11   |
| 5.     | Parnahyba  | 10   | 1 | 5 | 4 | 7:12  | 8    |
| 6.     | Flamengo   | 10   | 1 | 2 | 7 | 8:21  | 5    |

|  | Geplaatst voor tweede fase |

### Tweede fase
In geval van gelijkspel gaat de club met het beste resultaat in de groepsfase door.
|  | halve finale | halve finale | halve finale | halve finale |  |       | finale | finale | finale | finale |
|  |              |              |              |              |  |       |        |        |        |        |
|  |              |              |              |              |  |       |        |        |        |        |
|  | 4 de Julho   | 3            | 1            | 4            |  |       |        |        |        |        |
|  | Altos        | 1            | 3            | 4            |  |       |        |        |        |        |
|  |              |              |              |              |  | Altos | 0      | 4      | 4      |        |
|  |              |              |              |              |  | Ríver | 0      | 2      | 2      |        |
|  | Piauí        | 0            | 0            | 0            |  |       |        |        |        |        |
|  | Ríver        | 1            | 0            | 1            |  |       |        |        |        |        |

Details finale
|                |       |       |       |                            |
| 11 april 20:00 | Ríver | 0 – 0 | Altos | Estádio Albertão, Teresina |
| 11 april 20:00 |       |       |       | Estádio Albertão, Teresina |

| Ríver | Altos |

|                |                                                         |       |                              |                               |
| 15 april 16:00 | Altos                                                   | 4 – 2 | Ríver                        | Estádio Felipe Raulino, Altos |
| 15 april 16:00 | Thiaguinho 1' Joelson 8' Dos Santos 38' Esquerdinha 41' |       | 13' Fabiano 33' Márcio Diogo | Estádio Felipe Raulino, Altos |

| Altos | Ríver |

### Kampioen
| Campeonato Piauiense de 2018 |
| Piaui                        |
| ---------------------------- |
| ALTOS Kampioen (2° titel)    |